# Brit űrprogram
Angol űrprogram. Az 1930-as évekre jellemző fantasztikus irodalmat (Sci-fi) Angliában is nagy érdeklődéssel olvasták, tudományos berkekben lehetséges érveléseket alkottak. A második világháborúban végrehajtott német rakétatámadások hatására nem csak a védelmi eszközök, hanem a rakétaeszközök is fejlesztésnek indultak.

## Története
1933-ban alapították asztronautikai egyesületet (British Interplanetary Society – BIS) keretében több fontos asztronautikai tanulmány készült (híradástechnikai mesterséges holdak; űrállomások; csillagközi kapcsolatok. Az IBS 1951-től alapító tagja a Nemzetközi Asztronautikai Szövetség-nek (International Astronautical Federation – IAF).
Az első műholdak felbocsátás után a Manchester melletti Jodrell Bank-i obszervatórium (rádiótávcső) és a Royal Aircraft Establishment (királyi légierő intézmény) optikai követőhálózata jelentős szerepet játszott az űreszközök követésében és pályaadatainak meghatározásában.
A tudományos érdeklődésű történelmi hagyományt viszonylag későn, az 1960-as években követte a gyakorlatias érdeklődés.
Évente 10–20 alkalommal magassági léggömbkísérleteket végeznek röntgen-, ultraibolya-, és infravörös csillagászati mérések céljából.
Történelmi és politikai okok miatt alapítói szerepet játszott az Európai Űrkutatási Szervezet (European Space Research Organization, ESRO), az ELDO, majd játszik az Európai Űrügynökségben (ESA). Nemzeti űrkutatási programjának elősegítésére több nemzeti- (NASA – hordozórakéta biztosítása, követő hálózat alkalmazása, megrendelésre műholdkészítés) és nemzetközi (Brit Nemzetközösség) együttműködést kötött.
Az űrkutatási tevékenységet az Egyesült Királyság Űrügynökség (United Kingdom Space Agency – UKSA) irányítja, a Tudományos Kutatási Tanács (Science Research Council – SRC) és a Királyi Természettudományos Társaság (Royal Society) együttműködésével. A Royal Society képviseli Angliát a Nemzetközi Űrkutatási Bizottság (COSPAR) munkájában.
Folyamatos résztvevője az ESA közös űrkutatási programjainak: HEOS (Highly Excentric Orbit Satellite); ESRO (European Space Research Organisation); TD–1A ((Thor-Delta TD, műhold 1A). Jelentős szerephez jutott az ESA és a NASA együttműködésében készült Spacelab űrlaboratórium fejlesztésében. Amerikai felkérésre több holdtalajmintát vizsgálhattak. Tagja az Intelsat űrtávközlési rendszernek.

## Hordozórakéta
A Black Arrow hordozórakéta kifejlesztése tette lehetővé az első saját műhold, a Prospero pályára állítását.
A Skylark, a Skua és a Petrel rakéták a magas légköri kutatásokhoz adtak hordozóeszközt. Rendszeres magas légköri kutatórakétákat indítanak norvég Andøya,  Ausztrál Woomera, Uist, Thumba és az amerikai Wallops Island rakétakísérleti telepekről.

## Műholdak

### Ariel
1959-ben az USA felajánlotta több baráti országnak, hogy a tudósaik által készített műholdakat pályára állítja. Anglia, Ausztrália és Németország élt a lehetőséggel.
Az Ariel-1 – UK–1 (United Kingdom/Egyesült Királyság) – műhold pályára állításával Anglia a 3. űrhatalom, aki a Szovjetunió, az Amerikai Egyesült Államok  űreszközzel rendelkezik. Az Ariel program során hat űreszközt állítottak pályára az ionoszféra és a csillagászat kutatására. Az 
Ariel–3 az első mesterséges űreszköz, amit Angliában terveztek és készítettek.

### Prospero
A Prospero műhold pályára állításával a világ 6. űrhatalma, aki a Szovjetunió, Amerika, Franciaország, Japán, Kína után saját hordozórakétával juttatott űreszközt a világűrbe.

### További műholdak
- 1969–1974 között a Skynet típusú katonai hírközlési műholdak,
- 1974-ben a Miranda meteorológiai műhold,

## Emberes űrrepülés
- Helen Sharman – Szojuz TM–12 űrhajóval indult a Mir űrállomásra. 27 év és 11 hónapos korával a második legfiatalabb nő, aki a világűrben dolgozhatott. Az első Valentyina Vlagyimirovna Tyereskova 26 év és 3 hónapos korával.
- Timothy Kristian Charles Mace kiképzett űrhajós, Szojuz TM–12 tartalék kutatója,